# Економіка Буркіна-Фасо
Буркіна-Фасо — аграрна країна з частково розвиненим гірничим сектором. У сільському господарстві зайнято понад 80% працездатного населення, а частка цієї галузі в національному виробництві становить 34% (1994). Основні галузі промисловості: гірнича (золото, ртуть, марганець, нікель та ін.), текстильна. Шляхи сполучення — автомобільні та залізничні. Транспорт: автомобільний, частково — залізничний, повітряний. Міжнародні аеропорти знаходяться в Уагадугу і Бобо-Діуласо. Є також 49 невеликих місцевих аеродромів.
За даними 2001 Index of Economic Freedom, The Heritage Foundation: ВВП — $ 2,8 млрд (у 1994 р. — 2,98 млрд). Темп зростання ВВП — 6,2%. ВВП на душу населення — $ 259 (у 1994 р. — 301). Імпорт — $ 779 млн (г.ч. Франція — 33,0%; Кот-д'Івуар — 27,2; США — 2,8%; Нігерія −2,3%). Експорт — $ 393 млн (г.ч. Італія — 10,0%; Франція — 6,8%; Португалія — 5,9%; Таїланд — 5,8%).
Буркіна-Фасо — одна з найменше економічно розвинених країн світу, що зумовлено рядом чинників, в тому числі віддаленістю від моря (залізнична лінія до берега океану має протяжність 1144 км), малородючим ґрунтом і нестачею вологи. Економіка країни примітивна і заснована на малопродуктивному сільському господарстві. Має місце експорт робочої сили в Кот-д'Івуар і Гану для роботи на плантаціях кави і какао, а також як некваліфіковані робітники в містах цих країн.
У 1994 ВВП Буркіна-Фасо становив 2980 млн дол., або 301 дол. з розрахунку на душу населення. Розвинуте тваринництво. М'ясо, молоко і шкури надходять на внутрішній ринок, а жива худоба йде на експорт в сусідні країни. У 1994 Буркіна-Фасо було бл. 4,2 млн голів великої рогатої худоби і 13 млн овець та кіз. Основні продовольчі культури — сорго і різні сорти проса. Крім того, обробляються кукурудза, рис, ямс, маніок, батат і таро. Важливими товарними культурами є бавовник, цукрова тростина, арахіс, кунжут і бутироспермум.
У країні діє близько 100 промислових підприємств, які спеціалізуються на виробництві жирів, мила, технічних масел, бавовняних тканин, пива, прохолодних напоїв, сигарет, очищенні бавовни та рису, переробці цукрової тростини, обробці шкірсировини. Для внутрішнього ринку налагоджений також випуск мотоциклів і велосипедів.
В середині 1990-х років в промисловості, включаючи гірничодобувну галузь і будівництво, було зайнято менше ніж 2% населення, але на її частку припадало понад 25% ВВП.